# 마누엘 L. 케손
마누엘 루이스 케손 이 몰리나(필리핀어: Manuel Luis Quezon y Molina, 1862년 8월 19일~1944년 8월 1일)은 필리핀의 정치인, 독립운동가, 1935년부터 1944년까지 미국의 보호 아래 수립된 필리핀 자치 정부의 초대, 제2대 대통령이었다. 약칭으로 마누엘 케손, 마누엘 루이스 케손 등으로 불린다. 마닐라의 산토 토마스 대학을 고학으로 다니던 중 필리핀 독립 혁명에 참여, 카티푸난 혁명군에 참가하여 미국을 상대로 독립운동에 참여하여, 혁명전투에서 많은 공적을 세웠다.
필리핀이 미국 점령하에 들어간 뒤 1905년 타야바스 주지사로 선출되어 정계에 투신하였다. 1907년 제1차 국민의회 의원이 되면서 필리핀 정계의 중심인물이 되어 1909년부터 1916년까지 워싱턴 주재 판무관으로 활동하며 필리핀의 자치권 획득에 성공하였다. 귀국 후에도 외교와 홍보에 의한 독립 운동에 힘쓰다가 1935년에 미국의 지도, 감독하의 독립 정부인 필리핀 자치 정부를 수립하고 초대 대통령이 되었다. 1941년 대통령에 재선되었으나 제2차 세계 대전 후 1942년 필리핀이 일본군에게 점령당하자 오스트레일리아로 탈출했다가 미국으로 망명, 워싱턴에 망명 임시정부를 수립하였다. 필리핀의 완전독립을 보지 못한 채 뉴욕에서 결핵으로 죽었다. 사후 필리핀의 화폐 20페소의 주인공으로 도완되었다.

## 생애

### 출생과 초기 활동
마누엘 루이스 케손은 1878년 8월 19일 필리핀 타야바스주 발러에서 태어났다. 그는 아버지인 루시오 케손과 어머니인 마리아 돌로레스 몰리나 사이에서 장남으로 태어났다. 그의 아버지는 스페인 혈통을 물려받은 사람으로 마닐라 파코 출신이었다. 아버지 루시오는 교사이자 소(小)지주였는데, 그의 집안은 루손섬에 있는 타갈로크 가문이었다. 그가 태어날 무렵 그의 아버지 루시오나 어머니 돌로레스 몰리나는 모두 교사였다. 케손은 평범한 주위환경 속에서 상장했다.
마누엘의 부모는 가정교사로도 활동했는데, 또한 마누엘에게도 가정교사이기도 했다. 케손은 어려서부터 그의 부모로부터 종교, 문법, 화술, 역사, 라틴어, 지리 등에 관해 배웠다.

### 학창 시절과 독립 전쟁 참여
그는 마닐라에 있는 산토 토마스 대학에서 법학을 공부했으나 1899년 필리핀-미국 전쟁이 발발했을 때 케손은 나라를 위해 목숨을 바치기로 마음 먹었다. 그해 공부를 중단하고 학교를 중퇴, 에밀리오 아기날도, 아폴리나리오 마비니 등이 이끄는 독립운동에 참여했다. 1901년 아기날도가 미국에 항복하자 실망하여 다시 대학교로 돌아와 공부를 계속하였다. 케손은 자신의 학비를 조달하기 위해 계약직 은행원으로 일했다. 그는 항상 성적이 우수했으며 학우들에게는 언제나 모범을 보였다. 케손은 1903년 8월 16일 사법고시를 우수한 성적으로 합격하였다.
1903년에 산토 토마스 대학에서 법학박사 학위를 취득한 다음 마닐라 근처에 변호사 사무실을 개업하고 수년 동안 변호사로 활동했다. 변호사로 활동하며 무료 변호와 독립 운동가들을 변호하는 등 사회적으로 크게 인정받았다. 1905년 검사가 되었다. 필리핀이 독립할 수 있는 유일한 방법은 미국과 협상하는 것이라고 확신한 그는 젊은이들에게 토론하는 방법, 토론의 중요성을 역설하였다.

### 정치 활동

#### 정계 입문과 자치권 운동
그 뒤 필리핀이 독립할 수 있는 유일한 방법은 미국과 협상하는 것이라는 확신에 따라 검사직을 사퇴하고 정계에 입문, 1905년 타야바스 주지사 선거에 출마해 출마했으며 돈 많고 영향력있는 상대 후보를 물리치고 당당히 주지사에 당선되었다. 2년 동안 타바야스 주지사로 재직했다. 1907년에는 새롭게 수립된 필리핀 의회의 의원으로 선출되었으며, 다수당의 지도자가 되었다.
1909년 케손은 발언권은 있지만 투표권이 없는 미국 연방하원의 필리핀 상주 대표로 임명되었다. 이어 필리핀을 대표하는 대표단의 한사람으로 미 의회에 파견되었다. 워싱턴 D. C.에 상주하는 수년 동안 미국 정부로부터 필리핀 독립을 조속히 승인받기 위해 정열적으로 투쟁했다. 그는 미국 상원과 하원의 정치인, 언론인, 유력 정치인들을 찾아다니며 필리핀의 독립을 도와줄 것을 호소하였다. 1916년에는 미국 의회 하원과 상원에서 〈존스 법〉안을 통과시키는 데 중요한 역할을 했는데, 이 법안은 구체적인 날짜는 지정하지 않았지만 필리핀의 독립을 약속했으며, 필리핀의 자치권을 확대하고 미국 의회제도를 모델로 필리핀에 양원제의 입법부를 구성할 것을 규정했다. 그는 미 의회에서 발언권을 가지고 있었지만 투표권은 없었다.
1916년 케손은 상주대표직을 사임하고 마닐라로 돌아와 새로 구성된 필리핀 상원의원으로 선출되었으며, 필리핀에 돌아온 케손은 〈존스 법〉 제정에 앞장섰다. 그해 상원의장에 선출되어 1935년까지 19년간 상원의장직을 역임했다. 1919년, 그는 독립사절단으로 미국 의회로 가서, 1934년, 타이딩스-맥더피 법이 통과되도록 보장을 받았다. 1922년에는 그의 정적인 세르히오 오스메냐가 이끌던 국민당의 당권을 장악했다.

#### 자치권 획득
그는 미국이 필리핀에게 새로운 민주주의 제도를 익히게 해준 점을 감사히 여긴다며, 필리핀의 자치를 허락해줄 것을 요구했고 미국 상,하원은 필리핀에게 유예기간을 준 뒤 독립을 허락하겠다는 결론에 이르게 된다. 〈존스 법〉은 필리핀이 자치정부를 수립해 자치통치를 할 수 있을 때 미국이 필리핀을 독립시켜 준다는 것이다. 존스법이 제정된 후 필리핀을 필리핀인들로 구성된 의회를 가지게 되었다. 존스법 제정에 있어 큰 역할을 한 케손은 1916년 10월 상원의장에 선출되었다. 케손은 그 후 줄곧 미국에 필리핀을 완전독립 시켜줄 것을 요청했으며 마침내 필리핀에서 대통령 선거를 치르게끔 허락했다.
케손은 타이딩스-맥더피 법안(1934년)을 통과시키기 위해 설득과 홍보 활동 등을 하며 적극적으로 투쟁했는데, 이 법안의 골자는 헌법제정 후 10년이 지나면 필리핀의 완전독립을 보장하는 것과 필리핀 독립공화국의 전신이 될 자치 정부를 수립하여 무리없이 운영한다는 조건이었다. 1935년 9월 17일 선거에서 케손은 에밀리오 아기날도를 근소한 차로 이기고, 새로 수립된 필리핀 자치령의 대통령으로 선출되었다.

## 필리핀 자치정부 대통령

### 타갈로그어 국어 결정
그의 업적 중 괄목할 만한 것은 '타갈로그어'를 국어로 선언했다는 것이다. 그는 많이 쓰던 영어 대신 필리핀의 전통 언어 중 살아남은 타갈로그족의 언어인 타갈로그어를 국어로 채택케 했다. 영어 전용론자들의 반대에도 불구하고 그는 강하게 추진해 나갔다. 그는 국민들이 하나의 공통된 언어를 가짐으로 해서 더욱 단결할 수 있고, 사람들이 전국 어느 곳을 가거나 의사 소통에 아무 어려움이 없을 것이라 판단하였다. 타갈로그 어 사전을 만드는데는 어려움이 많이 따랐지만 그는 정력적으로 추진하여, 1940년 6월 19일 타갈로그어는 필리핀의 국어로 공식 선언되었다. 따라서 케손은 또한 '필리핀 국어의 아버지'라고도 불린다.
헌법이 개정되어 대통령의 임기는 4년으로 재임을 할 수 있게 되었다. 1941년 8월 16일 대통령 선거에서 마누엘 케손은 다시 대통령에 당선되어 커먼웰스 정부의 두 번째 대통령이 되었다. 부통령에는 세르히오 오스메냐가 당선되었다. 1941년 대통령에 재선되었으나 1941년 12월 8일 필리핀은 제2차 세계대전의 소용돌이 속으로 빠져 들게 되고 혼마 미시마루가 이끄는 일본군이 필리핀 전역을 점령하게 되면서 케손과 오스메냐는 미국으로 피신을 하게 된다.

### 망명과 최후
1942년 일본이 필리핀을 완전히 점령하자 마닐라가 함락되기 직전 탈출했다. 바로 오스트레일리아로 피신했다가 미군의 호송 하에 미국으로 망명, 미국 워싱턴에 망명정부를 수립했다. 일본 제국주의를 비판하는 동시에 미국과 자유 우방의 변함없는 신뢰를 호소하였다. 그의 지도력에 의심하던 미국 상,하원을 끈기 있게 설득하느라 노력했다. 그리고 태평양 전쟁위원회에 참여하여 반(反) 파시스트 국제연합(UN) 선언서에 서명했다. 그러나 필리핀의 완전독립을 보지 못하고 결핵으로 사망한다.
케손은 미국에서 망명정부를 이끌었지만 결핵에 걸려 병원에 입원, 1944년 8월 1일 미국 뉴욕주 새러낵 호 근처의 한 병원에서 폐결핵으로 사망하였다. 당시 케손의 나이는 65세였다.  케손는 좌절하지 않고 필리핀의 독립을 확신했다 한다. 만년에 쓴 그의 자서전 〈위대한 투쟁 The Good Fight〉은 1946년에 출간되었다. 그의 망명정부 대통령직은 호세 라우렐이 승계하였다.

### 사후
그의 독립 활동의 공적을 기려 필리핀 정부에서는 1949년 그의 고향 타야바스주를 케손주로 이름을 바꾸었다. 필리핀의 화폐 20페소의 주인공으로 도완되었다.
케손 시티에는 그를 기념한 케손 기념 성지가 세워졌다.

## 저서
- 〈위대한 투쟁 The Good Fight〉

## 가족
- 아버지 루시오 케손
- 어머니 마리아 돌로레스 몰리나

## 평가
진정한 필리핀 독립을 위해 평생을 헌신했던 점이 높이 평가되고 있다. 케손은 필리핀에서 가장 용감하고 정의롭고 당당한 대통령 중 한 사람이다. 케손은 경호원 없이 거리를 홀로 활보할 수 있는 유일한 대통령이었다 한다. 그는 대통령으로서 모든 사람들이 자신을 존경하며 그럼으로 해서 자신을 해칠 사람은 아무도 없다고 굳게 믿고 있었기 때문이다. 그의 정부 시스템은 공정했으며 그는 빈부를 막론하고 국민들을 공평하게 대우하였다.

## 같이 보기
- 필리핀의 대통령
- 필리핀 자치령
- 세르히오 오스메냐
- 마누엘 로하스

## 역대 선거 결과
| 선거명      | 직책명        | 대수 | 정당   | 득표율 | 득표수      | 결과 | 당락 |
| ----------- | ------------- | ---- | ------ | ------ | ----------- | ---- | ---- |
| 1935년 선거 | 필리핀 대통령 | 2대  | 국민당 | 67.99% | 695,332표   | 1위  |      |
| 1941년 선거 | 필리핀 대통령 | 2대  | 국민당 | 81.78% | 1,340,320표 | 1위  |      |